# Histoire de l'éducation des aveugles en France
L'histoire de l'éducation des aveugles en France, tout comme celle des sourds, a une place à part dans l'histoire de l'éducation spécialisée. En effet, la cécité et la surdité sont considérés comme éducables, et les enfants concernés bénéficient d'une éducation spécialisée plus tôt (fin XVIIe siècle et courant XVIIIe siècle) que les enfants avec d'autres types de handicaps,. Ainsi, en 1784, peu après la fondation de la première école pour sourds par l'Abbé de l'Epée, Valentin Haüy fonde l’Institut royal des jeunes aveugles, désormais nommé l’Institut national des jeunes aveugles (INJA). C'est là qu'au XIXe siècle est inventé le braille, utilisé mondialement depuis. D'autres écoles spécialisées sont ouvertes au XIXe siècle en province, avec l'objectif d'une professionnalisation pour des ateliers adaptés. Cette branche de l'éducation spécialisée est également une illustration de l'évolution de l'éducation primaire en France (organisation religieuse, puis laïque), avec des spécificités (rattachement à l'Assistance Publique, et non pas à l'Instruction publique). Aujourd'hui, ces écoles existent toujours et constituent un cas particulier de la prise en charge pour une éducation inclusive. 

## XVIeetXVIIesiècles
La littérature scientifique de l'époque fait état d'un intérêt pour l'éducation et l'accès au travail des aveugles. C'est notamment le cas de Jean Louis Vivès et de Jérôme Cardan. La possibilité de développer un matériel tactile et adapté est également avancée par le Père Francesco Lana de Terzi.

## XVIIIesiècle

### La figure de l'aveugle prodige
C'est à la fin du XVIIe et durant le XVIIIe siècle que sont reconnus les talents de personnes aveugles, principalement issues des couches bourgeoises de la société. Dans sa Lettre sur les aveugles à l’usage de ceux qui voient, Diderot présente ainsi Saunderson (1682-1739), mathématicien aveugle. Leurs talents de musiciens sont également de plus en plus reconnus. 

### Première école pour les aveugles à Paris
En 1784, Valentin Haüy ouvre l’Institut Royal des Jeunes Aveugles, l'actuel Institut national des jeunes aveugles (INJA). C'est la première école pour les aveugles. La création de cette école est rendue possible par la conjonction de l'idéal des Lumières et du courant philanthropique, le premier suggérant qu'il est possible de normaliser et de réadapter les exclus par l'éducation, le second qu'il est bénéfique de le financer. L'INJA est placé sous la protection de l’État en 1791.

### Les supports utilisés
Un rapport de l'INJA fait état de l'usage de lettres romaines gaufrées, de planches gravées, et de cartes tactiles,.

## XIXesiècle

### L'invention du braille
Jusqu'au développement du braille par Louis Braille (1809-1852), l'apprentissage de la lecture se faisait avec des lettres romaines agrandies et gaufrées sur du papier. Outre le coût important de la réalisation des ouvrages (évoqué dans un rapport de l'INJA), cela était peu pratique pour la lecture. D'autres systèmes sont proposés, comme la sonographie.  En 1829, Louis Braille publie Procédé pour écrire les paroles, la musique et le plain-chant au moyen de points, à l’usage des aveugles et disposés pour eux. Ce livre présente son système d'écriture, le braille, sur base d'une matrice de six points. Le braille est aujourd'hui utilisé mondialement.

### Conditions de vie des enfants avec déficiences visuelles
À l'époque, les infirmités sont encore perçues comme conséquence d'un péché,. Ces enfants sont souvent enfermés et cachés aux regards.

### Développement des écoles en province
À la fin du XIXe siècle, on trouve 11 écoles spécialisées en France, dont 10 en Province. Toutes sont administrées par des congrégations catholiques. Ainsi, à Marseille, en 1857, l'Abbé Dassy fonde, avec les sœurs de Marie Immaculée, une institution pour l'accueil des jeunes aveugles. Elle s'agrandit rapidement, devenant l'institut « Arc-en-ciel », qui s'appelle actuellement l'IRSAM (Institut Régional des Sourds et Aveugles de Marseille). À Toulouse, le 24 juin 1866, une maison des Jeunes-Aveugles (actuellement CESDV-IJA) ouvre ses portes. Il s'agit là aussi d'une institution religieuse. 
Ces écoles visent à l'acquisition des savoirs de base (écriture, lecture, algèbre, sciences), mais aussi à former à des métiers considérés comme adaptés (télégraphiste notamment). La musique (notamment le piano et l'orgue) et la religion sont également au programme.

## XXesiècle

### Séparation de l'Église et de l'État
Au début du XXe siècle, conséquence de la loi sur l'instruction obligatoire et de manière concomitante à la séparation de l'Église et de l'État, il devient interdit aux congrégations religieuses d'enseigner. L'enseignement religieux n'était déjà plus au programme depuis 1882. Cependant toutes les écoles réservées aux aveugles étaient alors encore gérées par des congrégations religieuses, l'enseignement étant dispensé par des laïques. Jusque dans les années 1950, la vie dans ces écoles-pensionnats reste rythmée par la vie religieuse et les cinq prières journalières. Les écoles spécialisées deviendront complètement laïques dans la seconde moitié du XXe siècle,.

### Enjeux institutionnels
En début de siècle, les écoles pour aveugles relèvent toujours de l'Assistance Publique, et pas du ministère de l'Instruction Publique. L'enseignement y est conçu comme avant tout professionnalisant (canage-paillage, accordage de piano etc.). Les aveugles et les sourds ont cependant une place à part : ils sont considérés comme éducables, au contraire de l'enfance dite « maladaptée », qui désigne les enfants décrits comme ayant des troubles du comportement ou une déficience intellectuelle. 
Dans les années 1950, les écoles passent sous la responsabilité du ministère de la Santé.

### Le tournant inclusif
En 1989, la Convention relative aux droits de l'enfant est signée. Celle-ci garantit le droit à l'éducation inclusive, en milieu ordinaire, de tous les enfants, quelle que soit leur condition physique.

### Inventions matérielles

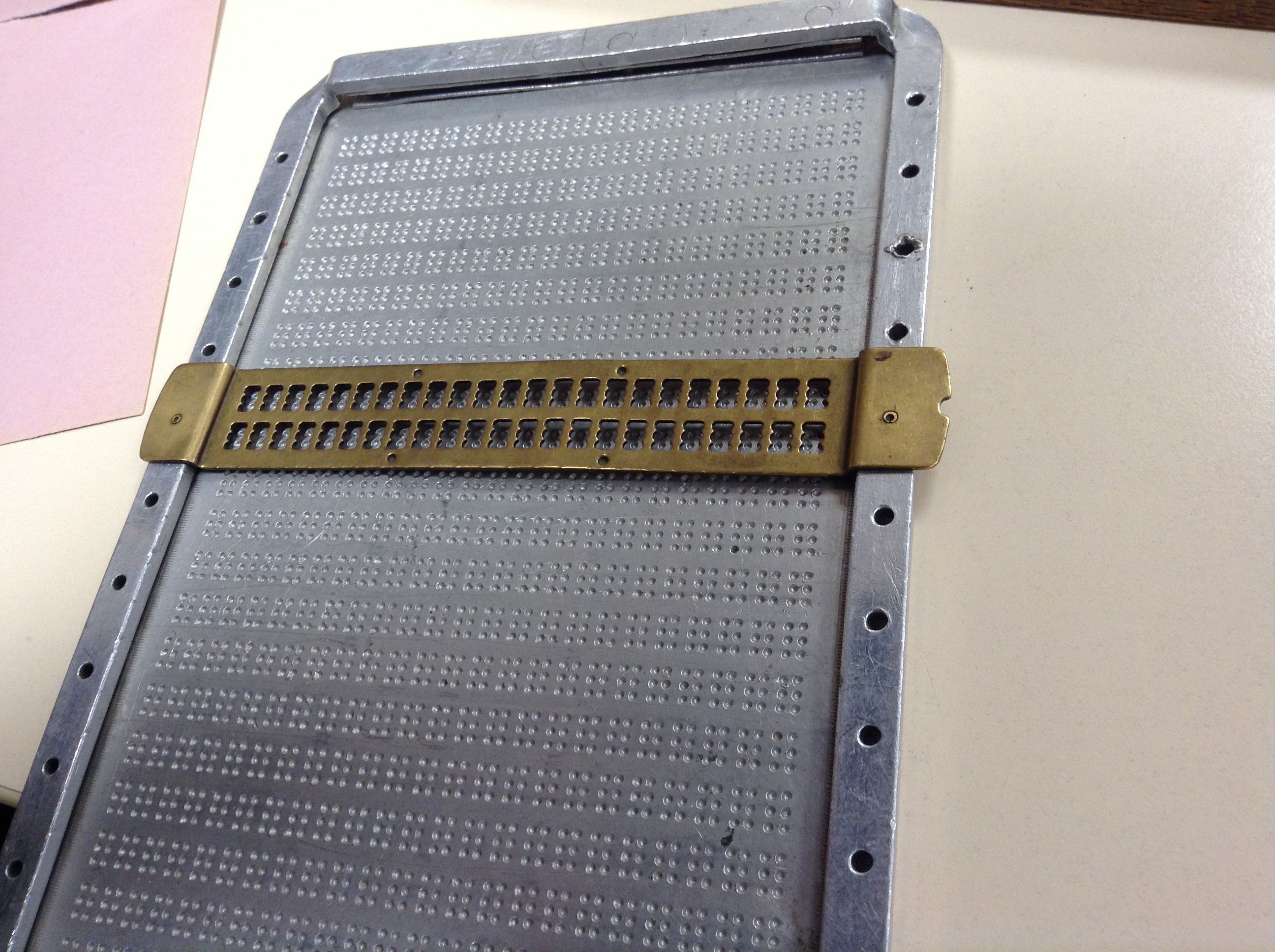
Tablette pour écrire le braille manuellement, à l'aide d'un poinçon.

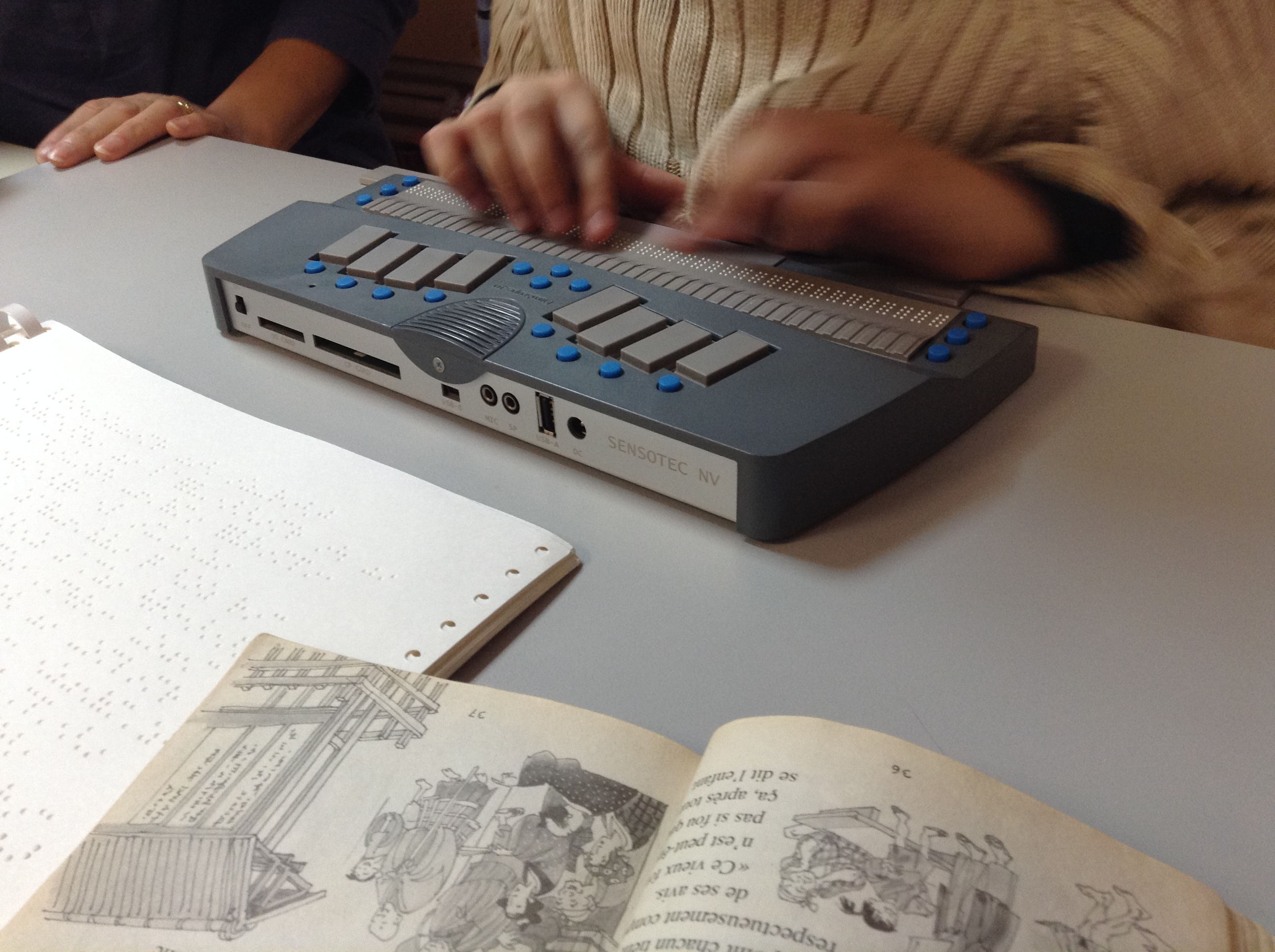
Bloc-note pour le braille informatique.

Différentes inventions simplifient l'accès à l'éducation. C'est le cas la machine Perkins, permettant de dactylographier du braille, et à la fin du siècle, de l'apparition du braille informatique.

## XXIesiècle

### Loi de 2005 sur l'inclusion scolaire
La loi de 2005 sur l'inclusion scolaire reconnaît à chaque enfant le droit à une éducation inclusive, en école ordinaire. Il s'agit d'une implémentation de la Convention relative aux droits de l'enfant de 1989. Désormais, les élèves vont dans leur établissement de référence, et reçoivent l'aide d'une équipe spécialisée (instructeur en locomotion, ergothérapeute, psychomotricien, enseignant spécialisé). Chaque année, le projet éducatif de l'enfant doit être acté par la Maison départementale des personnes handicapées (MDPH). Ce projet détermine les aides humaines et matérielles nécessaires à l'éducation.

### Types d'inclusion
L'inclusion est dite personnelle si un enfant est élève dans une classe ordinaire. Elle peut également être groupée, si l'enfant rejoint une Unité localisée pour l'inclusion scolaire (Ulis)). Les Ulis sont situées dans les écoles ordinaires, mais constituent une classe à part.